# Руднев, Сергей Васильевич
Сергей Васильевич Руднев (1912—1960) — подполковник Советской Армии, участник Великой Отечественной войны, Герой Советского Союза (1945).

## Биография
Сергей Руднев родился 25 сентября 1912 года в селе Ворово (ныне — Берёзовка Покровского района Орловской области). Окончил семь классов школы. В 1931—1933 и 1938—1939 годах проходил службу в Рабоче-крестьянской Красной Армии, окончил курсы младших лейтенантов. В марте 1940 года Руднев был в третий раз призван в армию. С начала Великой Отечественной войны — на её фронтах. В боях три раза был ранен.
К апрелю 1945 года майор Сергей Руднев командовал 185-м отдельным истребительно-противотанковым артиллерийским дивизионом 171-й стрелковой дивизии 3-й ударной армии 1-го Белорусского фронта. Отличился во время боёв в Германии. В апреле 1945 года Руднев провёл разведку вражеской огневой системы, благодаря чему его дивизион смог уничтожить 10 огневых точек, 5 артиллерийских орудий, 2 дзота и большое количество солдат и офицеров противника, что способствовало успешному наступлению дивизии. В тех боях Руднев получил тяжёлое ранение, но остался в строю.
Указом Президиума Верховного Совета СССР от 31 мая 1945 года за «образцовое выполнение боевых заданий командования на фронте борьбы с немецкими захватчиками и проявленные при этом мужество и героизм» майор Сергей Руднев был удостоен высокого звания Героя Советского Союза с вручением ордена Ленина и медали «Золотая Звезда» за номером 6746.
После окончания войны Руднев продолжил службу в Советской Армии. В 1955 году в звании подполковника он был уволен в запас. Проживал и работал в Орле. Скоропостижно скончался 11 декабря 1960 года, похоронен на воинском участке Троицкого кладбища Орла.
Был также награждён орденами Красного Знамени, Александра Невского, Отечественной войны 2-й степени и Красной Звезды, рядом медалей.
В честь Руднева названа школа на его родине.